# Bouharoun
Bouharoun (în arabă بوهارون) este o comună din provincia Tipaza, Algeria.
Populația comunei este de 9.922 de locuitori (2008).